# اقتران
اقتران (روانشناسی)
اقتران (اِ تِ) [ع .] ۱ - (مص ل) قرین شدن. ۲ - نزدیک شدن ستاره ای به ستاره دیگر. ۳ - (اِمص) نزدیکی، پیوستگی.
اقتران (به انگلیسی: Contiguity)
اقتران (به فرانسوی: Contiguite)
اقتران (به لاتین: Contiguus)

تداعی معانی

اقتران (برخورد)، یعنی پیوستن دوچیز به یکدیگر، به این ترتیب که وجود آنها در زمان یا در مکان با هم است یا به این ترتیب که با تغییر یکی از آنها دیگری نیز تغییر می‌کند.
قانون اقتران در روانشناسی یکی از قوانین سه‌گانه است که ارسطو برای تفسیر تداعی افکار، تدوین کرده‌است.
خلاصه مضمون این قانون این است که وجود دو حالت با هم در روان یک ارتباط اقترانی بین آنها برقرار می‌کند.
به نحوی که هر گاه یکی از آن دو به خاطر بیاید، دومی نیز همراه آن می‌آید. مثلاً دیدن ابر، یادآور باران است، و دیدن دود یادآور آتش.
اگر دو چیز در دو مکان مختلف باشند و انسان هنگام مشاهده یکی از آنها، در مورد دیگری بیندیشد، اقتران بین این دو چیز در ذهن حاصل می‌شود، زیرا اصل اقتران، اقتران ذهنی یا معنوی است.
انتقال ذهن از الفاظ به معانی، مطابق یک قانون عام از قوانین ذهن بشری صورت می‌گیرد که روان‌شناسان آن را قانون «تداعی معانی» نامیده‌اند.